# Malin Ingeborg Nyfors
Malin Ingeborg Nyfors (* 12. Juli 1997) ist eine norwegische Leichtathletin, die sich auf den Mittelstreckenlauf spezialisiert hat.

## Sportliche Laufbahn
Erste Erfahrungen bei internationalen Meisterschaften sammelte Malin Ingeborg Nyfors im Jahr 2023, als sie bei den Halleneuropameisterschaften in Istanbul mit 2:14,93 min in der Vorrunde im 800-Meter-Lauf ausschied. Im August belegte sie bei den World University Games in Chengdu in 2:08,58 min den achten Platz. 2025 schied sie bei den Halleneuropameisterschaften in Apeldoorn mit 2:06,98 min erneut im Vorlauf über 800 Meter aus.
In den Jahren 2022 und 2023 wurde Nyfors norwegische Hallenmeisterin im 800-Meter-Lauf sowie 2019 in der 4-mal-200-Meter-Staffel.

## Persönliche Bestleistungen
- 800 Meter: 2:02,42 min, 12. Juli 2024 in Dublin
  - 800 Meter (Halle): 2:01,97 min, 9. Februar 2025 in Espoo